# HD 138505
HD 138505，又名CD-39 9970，SAO 206763、HR 5767，是一颗恒星，视星等为5.82，位于銀經333.69，銀緯12.9，其B1900.0坐标为赤經15h 27m 25.8s，赤緯-39° 12.9′ 40″。